# Doppelmord von Horchheim
Beim Doppelmord von Horchheim wurde das wohlhabende Ehepaar Waltraud und Heinrich Schemmer in der Nacht vom 7. auf den 8. Juli 2011 in seinem Wohnhaus in Koblenz-Horchheim mit einer Vielzahl von Messerstichen getötet.

## Ermittlungen und Strafverfahren
Als Tatverdächtige wurde nach monatelanger Fahndung (unter anderem mittels Aktenzeichen XY … ungelöst) Henrike S., die Schwiegertochter des Ehepaares, ermittelt. Sie soll am Abend des 7. Juli 2011 von ihrem Wohnort Haren im Emsland nach Koblenz gefahren sein und sich mit einem mitgebrachten Schlüssel Zugang zum Haus ihrer Schwiegereltern verschafft haben. Dort soll sie ihren 75-jährigen Schwiegervater und dessen 68 Jahre alte Frau heimtückisch und aus Habgier ermordet haben, um noch in derselben Nacht an ihren Wohnort zurückzufahren. Die gesamte Fahrstrecke beträgt rund 700 km. Die Angeklagte wurde nach einem Indizienprozess vor dem Landgericht Koblenz am 5. August 2013 zu lebenslanger Haft mit besonderer Schwere der Schuld verurteilt. Mit Beschluss vom 27. Mai 2014 hat der Bundesgerichtshof die Revision gegen das Urteil des Landgerichts Koblenz verworfen.  Das Urteil ist seitdem rechtskräftig.

## Weitere Entwicklungen nach dem Urteil
2020 wurde im SWR eine dreiteilige Reportage zu dem Fall veröffentlicht, die den Fallanalytiker Stephan Harbort bei der Rekonstruktion des Falls zeigt. Diese stieß auf geteiltes Echo, weil prägnante Indizien aus der gerichtlichen Urteilsfindung keine Erwähnung in der Dokumentation fanden und somit der Eindruck einer parteiischen Sichtweise entstand.
2023 verklagte der Ehemann von Henrike S. diese vor dem Landgericht Oldenburg auf die Zahlung von Schmerzensgeld und Schadensersatz. Es ging dem Ehemann jedoch tatsächlich darum, Argumente für eine mögliche Wiederaufnahme des Strafprozesses zu gewinnen. Die Zivilkammer bewertete allerdings die Aussage des Hauptbelastungszeugen aus dem Strafprozess trotz der Abweisung der Zivilklage als „nachvollziehbar“ und „in sich schlüssig“.